# Z Dnia na Dzień
Z Dnia na Dzień – czasopismo bezdebitowe, serwis informacyjny NSZZ „Solidarność” Dolny Śląsk, wydawane bez zezwolenia cenzury we Wrocławiu w latach 1981–1990 (pierwszych 148 wydań jeszcze przed wprowadzeniem stanu wojennego).

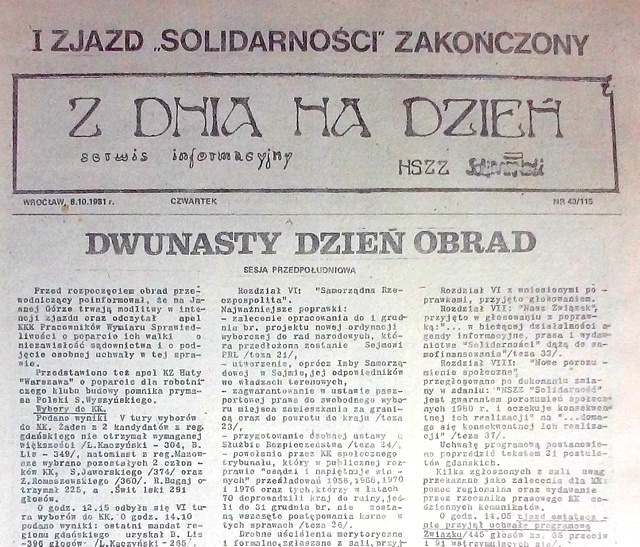
Z Dnia na Dzień, 8.10.1981, nr 43/115

Było to pierwsze w Polsce czasopismo stanu wojennego – pierwszy numer (noszący numer kolejny 149) drukowany był jeszcze 13 grudnia 1981, a kolportowany we Wrocławiu rano 14 grudnia. Następne wydanie wyszło 16., a kolejne (trzecie w stanie wojennym) 18 grudnia. Dwudniowy cykl wydawniczy utrzymano do marca 1982. Potem pismo ukazywało się dwa razy w tygodniu, później rzadziej – do kilku razy w miesiącu. Drukowane na powielaczu, objętość zazwyczaj 1 kartka (2 strony) maszynopisu formatu A4, z dorysowywaną odręcznie na maszynopisowej matrycy winietą. Nakład, według informacji podawanej przez wydawców, wynosił około 20 tysięcy egzemplarzy (sporadycznie większy), a kolportaż odbywał się przez bezpłatne przekazywanie gazetki „z rąk do rąk”.
Do maja 1982 pismo redagowane było przez zespół pod kierunkiem Kornela Morawieckiego. Redaktorem naczelnym był Romuald Lazarowicz. W skład pierwszej redakcji wchodzili ponadto: Krystyna Wójcik, Helena Lazarowicz, Anna Morawiecka, Joanna Moszczak, Wiesław Moszczak, Tadeusz Świerczewski, Jarosław Twardowski. Ostatnim redaktorem Z Dnia na Dzień (1988–1990) była Małgorzata Dobrowolska, ps. „Lama”.
Od początku stanu wojennego pismo sygnowane było przez Regionalny Komitet Strajkowy NSZZ „Solidarność” Dolny Śląsk, a teksty rzadko były podpisywane prawdziwymi nazwiskami, choć niektóre oświadczenia podpisywał m.in. Piotr Bednarz, Władysław Frasyniuk lub Józef Pinior.